# Lijst van Amerikaanse X-vliegtuigen

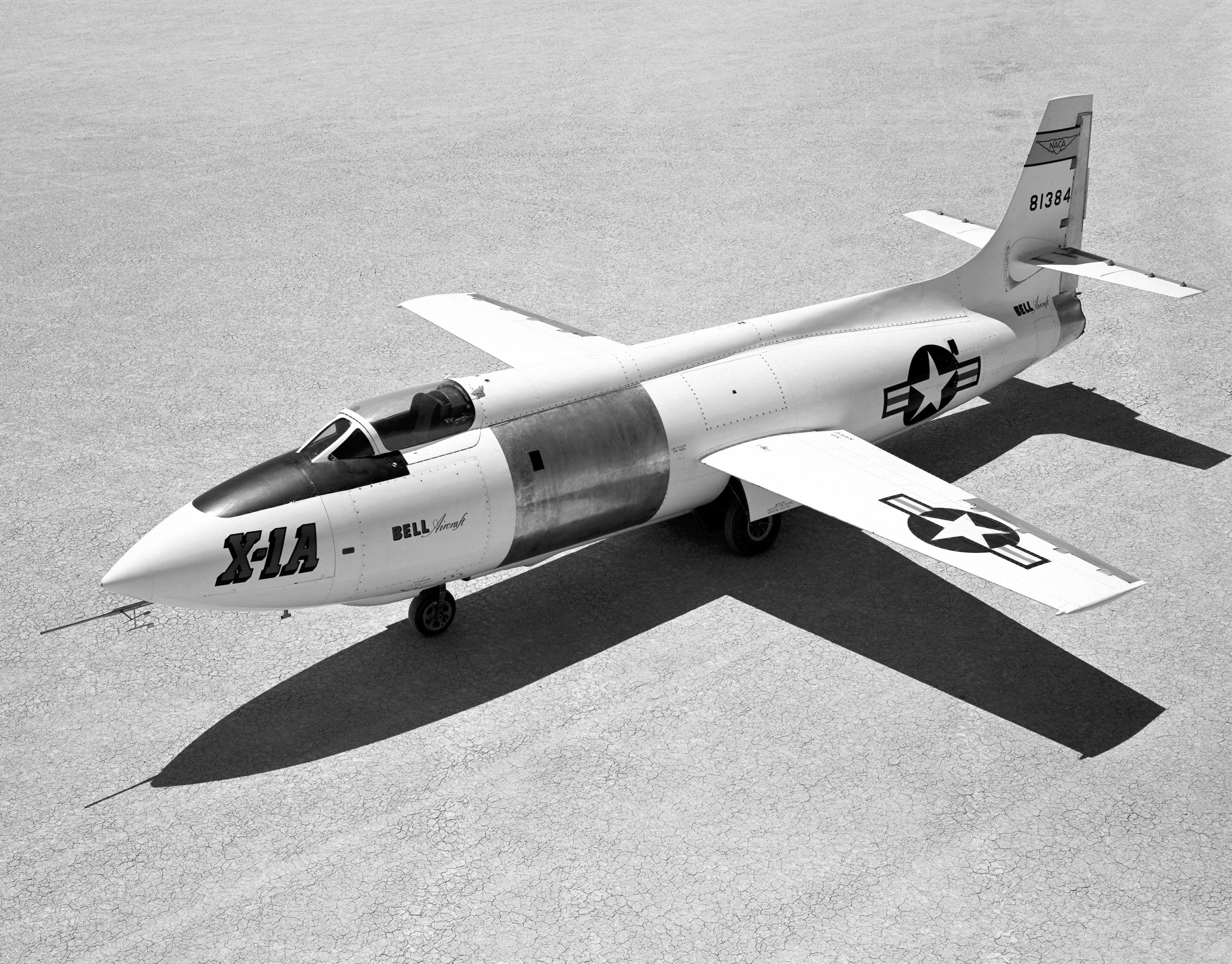
de Bell X-1

Hieronder staat een lijst van X-vliegtuigen die in de Verenigde Staten als experimenteel vliegtuig getest zijn.
- Bell X-1
- Bell X-2 Starbuster
- Douglas X-3 Stiletto
- Northrop X-4 Bantam
- Bell X-5
- Convair X-6
- Lockheed X-7
- Aerojet General X-8
- Bell X-9 Shrike
- North American X-10
- Convair X-11
- Convair X-12
- Ryan X-13 Vertijet
- Bell X-14
- North American X-15
- Bell X-16
- Lockheed X-17
- Hiller X-18
- Curtiss-Wright X-19
- X-20 Dyna-Soar
- Northrop X-21
- Bell X-22
- Martin-Marietta X-23 PRIME
- Martin-Marietta X-24
- Bensen X-25
- X-26 Frigate
- Lockheed X-27
- Pereira X-28 Sea Skimmer
- Grumman X-29
- Rockwell X-30
- Rockwell-MBB X-31
- Boeing X-32
- Lockheed Martin X-33 VentureStar
- Orbital Sciences X-34
- Lockheed Martin X-35
- McDonnell Douglas X-36
- Boeing X-37
- NASA X-38
- X-39
- Boeing X-40
- X-41 Common Aero Vehicle
- X-42 Pop-Up Upper Stage
- Boeing X-43 Hyper-X
- X-44 MANTA
- Boeing X-45
- Boeing X-46
- X-47 Pegasus
- Boeing X-48
- Sikorsky Piasecki X-49
- Boeing X-50 Dragonfly
- Boeing X-51
- X-53 Active Aeroelastic Wing (AAW) flight demonstrator
- NASA X-57 elektrisch vliegtuig.
- NASA-Lockeed Martin X-59 supersonisch vliegtuig met een gereduceerde sonische knal.